# مرکز ورزش‌های المپیک ریگا
مرکز ورزش‌های المپیک (به لتونیایی: Olimpiskais sporta centrs) یک مرکز ورزشی چند منظوره سرپوشیده است که در شهر ریگا در کشور لتونی قرار دارد. این ورزشگاه در سال ۲۰۰۵ توسط کمیته المپیک لتونی به عنوان بخشی از شبکه سراسری مراکز المپیک به منظور بهبود امکانات آموزش و مسابقات ورزشکاران لتونی طراحی شده است.

## امکانات
مساحت تقریبی این مرکز ۲۴٬۰۰۰ متر مربع بوده و بیش از ۴٫۰۰۰ بازدید کننده در روز می‌توانند از آن استفاده کنند. این مرکز یک سالن ورزشی چند منظوره، یک سالن چمن مصنوعی فوتبال، امکاناتی مرتبط با بسکتبال، والیبال، والیبال ساحلی، دو و میدانی، ورزش شنا، ژیمناستیک و نرمش هوازی فراهم کرده است و دارای فضاهای اداری و کافه می‌باشد. همچنین مقر فدراسیون فوتبال لتونی نیز در این مرکز قرار گرفته است.